# Kerstin Göpfrich

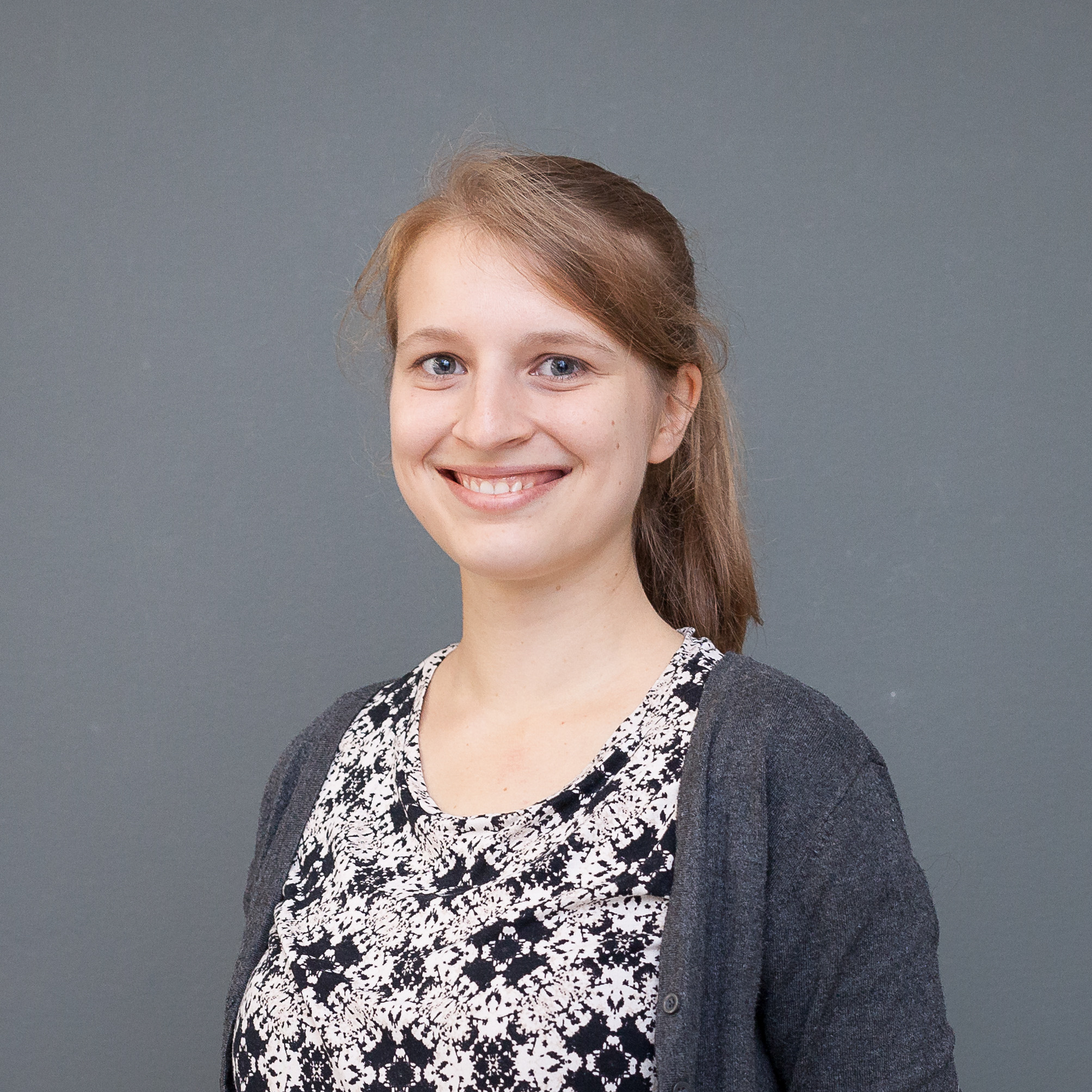
Kerstin Göpfrich, 2017

Kerstin Göpfrich (* 1990 in Regensburg) ist eine deutsche Biophysikerin, Molekularbiologin und Hochschullehrerin. Sie forscht auf dem Gebiet der synthetischen Biologie.

## Biografie
Göpfrich wuchs in Erlangen auf und studierte von 2009 bis 2012 Physik und molekulare Medizin auf Bachelor an der Universität Erlangen. Sie setzte ihr Studium der Physik an der University of Cambridge bis zum M.Phil. 2013 fort. Im Anschluss forschte sie dort als Gates Fellow in der Arbeitsgruppe von Ulrich Keyser am Cavendish Laboratory und promovierte 2017 mit einer Arbeit über DNA-Origami Nanoporen zum PhD. Danach war sie bis 2019 Marie Skłodowska-Curie Postdoctoral Fellow am Max-Planck-Institut für Intelligente Systeme in Stuttgart in der Abteilung von Joachim Spatz.
Seit 2019 ist Kerstin Göpfrich Leiterin der Gruppe Biophysical Engineering am Max-Planck-Institut für medizinische Forschung in Heidelberg. 2022 wurde sie zusätzlich auf eine Professur am Zentrum für Molekulare Biologie der Universität Heidelberg berufen.
Im Exzellenzcluster „3D Matter Made to Order“ des Karlsruher Institut für Technologie und der Universität Heidelberg ist sie Principal Investigator. Tätig ist sie dort im Bereich des 3D-Laser-Nanoprinting. Göpfrich ist Fellow der Max Planck School Matter to Life.
Sie engagiert sich für die Wissenschaftskommunikation. 2016 hielt sie auf der TEDx Cambridge University Konferenz einen Talk über das Thema ihrer damals noch nicht abgeschlossenen Doktorarbeit. 2017 gründete sie die Initiative Ring a Scientist, die Wissenschaftler in Klassenzimmer bringen möchte. Mit dem Projekt nahm sie im selben Jahr am Wikiversity Fellow-Programm teil. 2020 wirkte sie in der Sendereihe „Die Lieferung“ von ZDFneo mit, wo Fynn Kliemann zusammen mit fünf anderen jeweils aus einer LKW-Ladung von Teilen innerhalb von acht Stunden improvisiert etwas bauen musste. Göpfrich übernahm die Einordnung der Ergebnisse aus wissenschaftlicher Sicht. In der Sendung „Vorfahre Null – Die Suche nach dem Ursprung des Lebens“ der Reihe Planet Wissen war sie 2023 Studiogast. 2024 stellte sie ihre Forschungsthemen im Podcast „Kritisches Denken“ vor. Am 23. Januar 2025 war sie Gast in der Fernsehsendung scobel.

## Forschungsschwerpunkte
Göpfrichs Forschungsschwerpunkte liegen in der Biophysik und Synthetischen Biologie.
Sie beschäftigt sich mit dem Bau von synthetischen Zellen und funktionalen zellulären Komponenten mit Hilfe von DNA-Nanotechnologie. Dabei nutzt sie den Bottom-up-Ansatz, bei dem die synthetische Zelle aus selbsterzeugten molekularen Bausteinen aufgebaut wird. Sie verwendet dabei DNA und RNA als Konstruktionsmaterial (statt als Träger der Erbinformation). Ein computergestützter Designprozess wird genutzt, um die DNA so zu bauen, dass sie sich zu den gewünschten zwei- oder dreidimensionalen Strukturen formt. Diese Technik wird als DNA-Origami bezeichnet. Göpfrich gelang der Bau funktionsfähiger DNA-basierter Zellskelette, die Stoffe innerhalb der künstlichen Zellen transportieren können, und die Tochterzellen durch Zellteilung bilden können. Als nächsten Schritt strebt Göpfrich an, solche Zellen ihre molekulare Hardware selbst bauen zu lassen.
Ziel dieser Forschungen ist es einerseits, die ursprüngliche Entstehung der ersten lebenden Zellen aus nicht-lebender Materie besser zu verstehen. Andererseits werden Anwendungen im Bereich der Medizin angestrebt, wo Materialien entwickelt werden sollen, die sich selbst regenerieren und eigenständig weiterentwickeln können, um sich an neue Umgebungsbedingungen anpassen zu können.

## Auszeichnungen und Ehrungen
- 2021 Women Interactive Materials Award (WIMA) des DWI – Leibniz-Institut für Interaktive Materialien für ihre Arbeit an Materialien mit lebensähnlichen Eigenschaften[3][15]
- 2021 Hector Research Career Development Award der Hector Fellow Academy[16]
- 2022 ERC Starting Grant für das Projekt „ENSYNC – From engineering to evolution of synthetic cells with RNA origami“[16]
- 2023 erhielt sie gemeinsam mit Dieter Braun (Ludwig-Maximilians-Universität München) und Tomoaki Matsuura (Tokyo Institute of Technology, Japan) für das Projekt „Autonomous evolution of synthetic cells under non-equilibrium conditions“ einen mit einer Million Euro dotierten Forschungsförderpreis des Human Frontier Science Program.[17]
- 2024: Alfried-Krupp-Förderpreis für ihre bahnbrechenden wissenschaftlichen Erkenntnisse im Bereich der synthetischen Biologie[18][3]

## Publikationen (Auswahl)
- Jonathan R. Burns, Kerstin Göpfrich, James W. Wood, Vivek V. Thacker, Eugen Stulz, Ulrich F. Keyser, Stefan Howorka: Lipid‐Bilayer‐Spanning DNA Nanopores with a Bifunctional Porphyrin Anchor. In: Angewandte Chemie International Edition. Band 52, Nr. 46, 11. November 2013, ISSN 1433-7851, S. 12069–12072, doi:10.1002/anie.201305765 (wiley.com).
- Yannik Dreher, Kevin Jahnke, Elizaveta Bobkova, Joachim P. Spatz, Kerstin Göpfrich: Division and Regrowth of Phase‐Separated Giant Unilamellar Vesicles**. In: Angewandte Chemie International Edition. Band 60, Nr. 19, 3. Mai 2021, ISSN 1433-7851, S. 10661–10669, doi:10.1002/anie.202014174 (wiley.com).
- Kevin Jahnke, Noah Ritzmann, Julius Fichtler, Anna Nitschke, Yannik Dreher, Tobias Abele, Götz Hofhaus, Ilia Platzman, Rasmus R. Schröder, Daniel J. Müller, Joachim P. Spatz, Kerstin Göpfrich: Proton gradients from light-harvesting E. coli control DNA assemblies for synthetic cells. In: Nature Communications. Band 12, Nr. 1, 25. Juni 2021, ISSN 2041-1723, doi:10.1038/s41467-021-24103-x (nature.com).
- Tobias Abele, Tobias Messer, Kevin Jahnke, Marc Hippler, Martin Bastmeyer, Martin Wegener, Kerstin Göpfrich: Two‐Photon 3D Laser Printing Inside Synthetic Cells. In: Advanced Materials. Band 34, Nr. 6, Februar 2022, ISSN 0935-9648, doi:10.1002/adma.202106709 (wiley.com).
- Kevin Jahnke, Vanessa Huth, Ulrike Mersdorf, Na Liu, Kerstin Göpfrich: Bottom-Up Assembly of Synthetic Cells with a DNA Cytoskeleton. In: ACS Nano. Band 16, Nr. 5, 24. Mai 2022, ISSN 1936-0851, S. 7233–7241, doi:10.1021/acsnano.1c10703 (acs.org).
- Pengfei Zhan, Kevin Jahnke, Na Liu, Kerstin Göpfrich: Functional DNA-based cytoskeletons for synthetic cells. In: Nature Chemistry. Band 14, Nr. 8, August 2022, ISSN 1755-4330, S. 958–963, doi:10.1038/s41557-022-00945-w (nature.com).